# Museo de cera

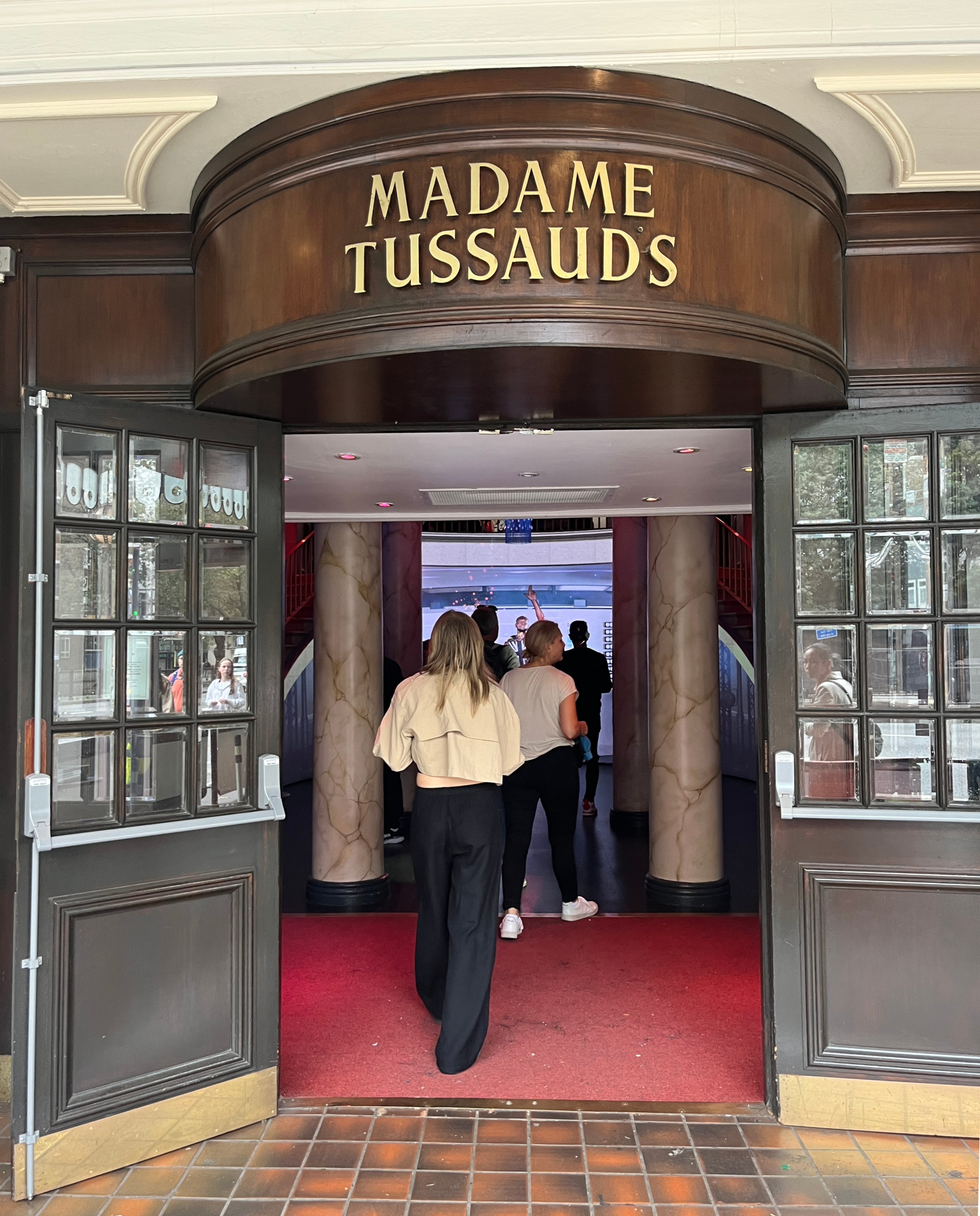
Entrada al museo de cera de Madame Tussauds en Londres (2023)

El museo de cera exhibe figuras y objetos modelados con cera. Lo que hace verdaderamente populares a los museos de cera es la recreación de personajes populares de la historia, el espectáculo, la política y el deporte en sus poses más características. Las técnicas de fabricación y la incorporación de detalles, hacen que las figuras alcancen gran realismo.

## Historia antes de 1800

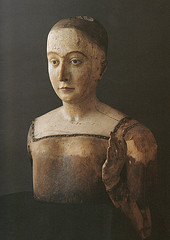
La máscara funeraria (sin ropa) de Isabel de York, madre del Rey Enrique VIII, 1503, Abadía de Westminster.

La fabricación de figuras de cera de tamaño real cubiertas con ropa auténtica surgió de las prácticas funerarias de la realeza europea. En la Edad Media era la costumbre llevar el cadáver, completamente vestido, en la parte superior del ataúd en los funerales reales, pero esto a veces tuvo consecuencias desafortunadas con temperaturas elevadas, y la costumbre de hacer una efigie en cera para este fin creció, una vez más con ropa real, de modo que solo la cabeza y las manos necesitaban modelos de cera. Después del funeral, a menudo se mostraba junto a la tumba o en cualquier otro lugar de la iglesia, y se convirtió en una atracción popular para los visitantes, que a menudo era necesario pagar para ver.
El museo de la Abadía de Westminster en Londres tiene una colección de figuras de cera de la realeza británica que se remontan a la de Eduardo III de Inglaterra (muerto en 1377), así como las de figuras tales como el héroe naval Horatio Nelson, y Frances Stewart, duquesa de Richmond, que también tenía su loro relleno y exhibido. Desde el funeral de Carlos II en 1680 ya no fueron colocados en el ataúd, pero todavía se hicieron para su posterior exhibición La efigie de Carlos II, de ojos abiertos y de pie, se exhibió sobre su tumba hasta principios del siglo XIX, cuando todas las efigies de Westminster fueron retiradas de la misma abadía. La efigie de Nelson era una atracción turística pura, encargada un año después de su muerte en 1805, y su entierro no en la Abadía, sino en la Catedral de San Pablo después de una decisión del gobierno de que importantes figuras públicas deberían ser enterradas allí en el futuro. Preocupada por los ingresos de los visitantes, la abadía decidió que necesitaba una atracción rival para los admiradores de Nelson.

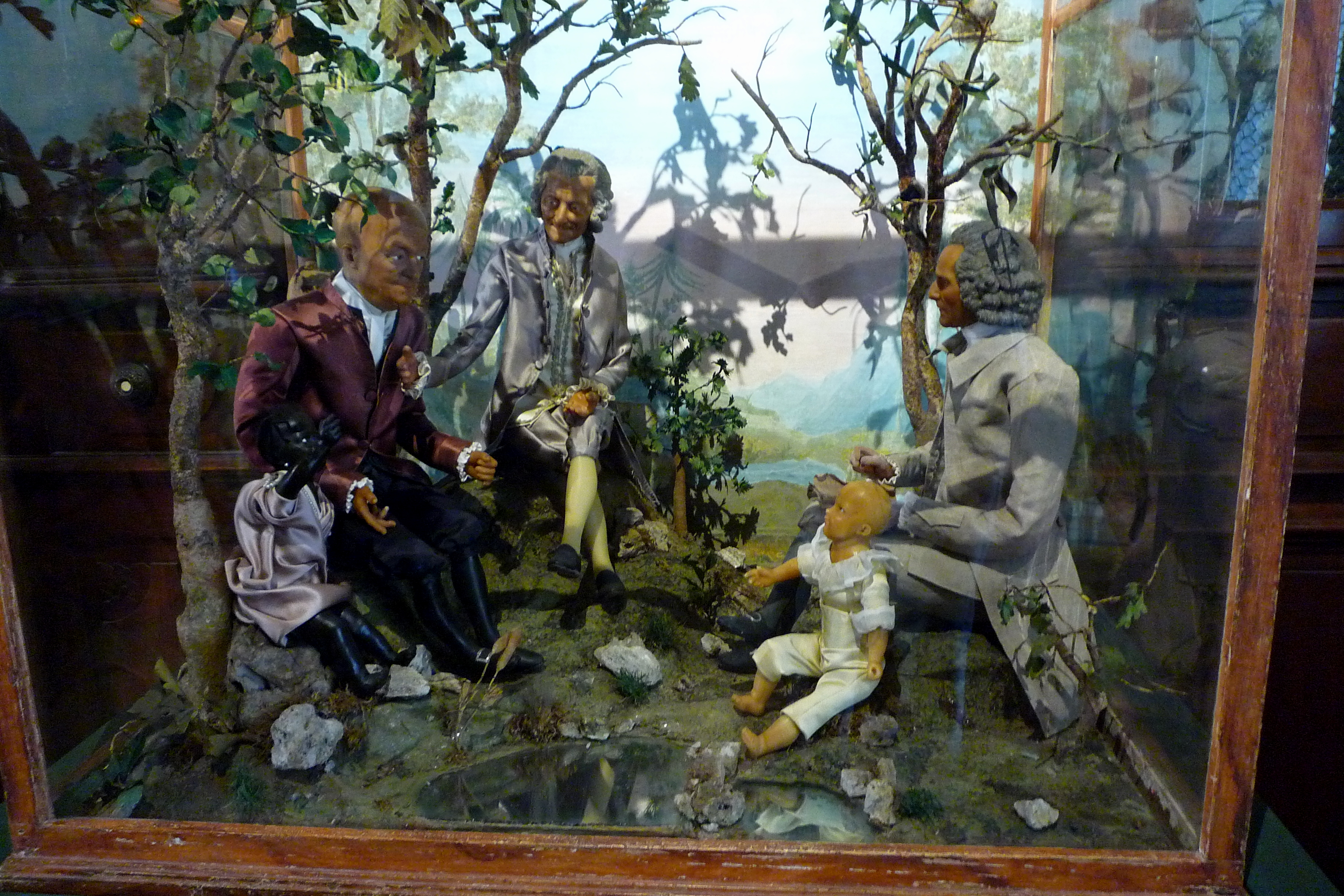
Museo de cera en 1792 con los tres padres de la Revolución Francesa, Franklin, Voltaire y Rousseau, instalado en Elysium.
(Museo de la Revolución francesa)

En las cortes europeas, incluida la de Francia, la fabricación de figuras de cera con el modelo posando para ello se hizo popular. Antoine Benoist (1632-1717) fue un pintor de la corte francesa y escultor en cera del Rey Luis XIV. Exhibió cuarenta y tres figuras en cera del francés  Círculo Real  en su residencia en París. A partir de entonces, el rey autorizó que las figurillas se muestren en toda Francia. Su trabajo se hizo tan altamente considerado que Jacobo II de Inglaterra lo invitó a visitar Inglaterra en 1684. Allí ejecutó los retratos del rey inglés y los miembros de su corte. Una figura sedente de Pedro el Grande de Rusia sobrevive, hecha por un artista italiano, después de que el zar quedara impresionado por las figuras que vio en el palacio de Versalles. El pintor de la corte danesa Johann Salomon Wahl ejecutó figuras del rey y la reina daneses hacia 1740.
El "Moving Wax Works of the Royal Court of England", un museo o exposición de 140 figuras de tamaño natural, algunas aparentemente con piezas móviles, abierto por la Sra. Mary en Fleet Street, en Londres, estaba haciendo un excelente negocio ya en 1711. Philippe Curtius, modelador de cera en la corte francesa, abrió su  Cabinet de Cire  como una atracción turística en París en 1770, que permaneció abierta hasta 1802. En 1783 añadió una  Caverne des Grandes Voleurs  ("Cueva de los Grandes Ladrones"), una temprana "Cámara de los Horrores". Legó su colección a su protegida Marie Tussaud, que durante la Revolución francesa realizó máscaras mortuorias de la familia real ejecutada.

## Museos de cera

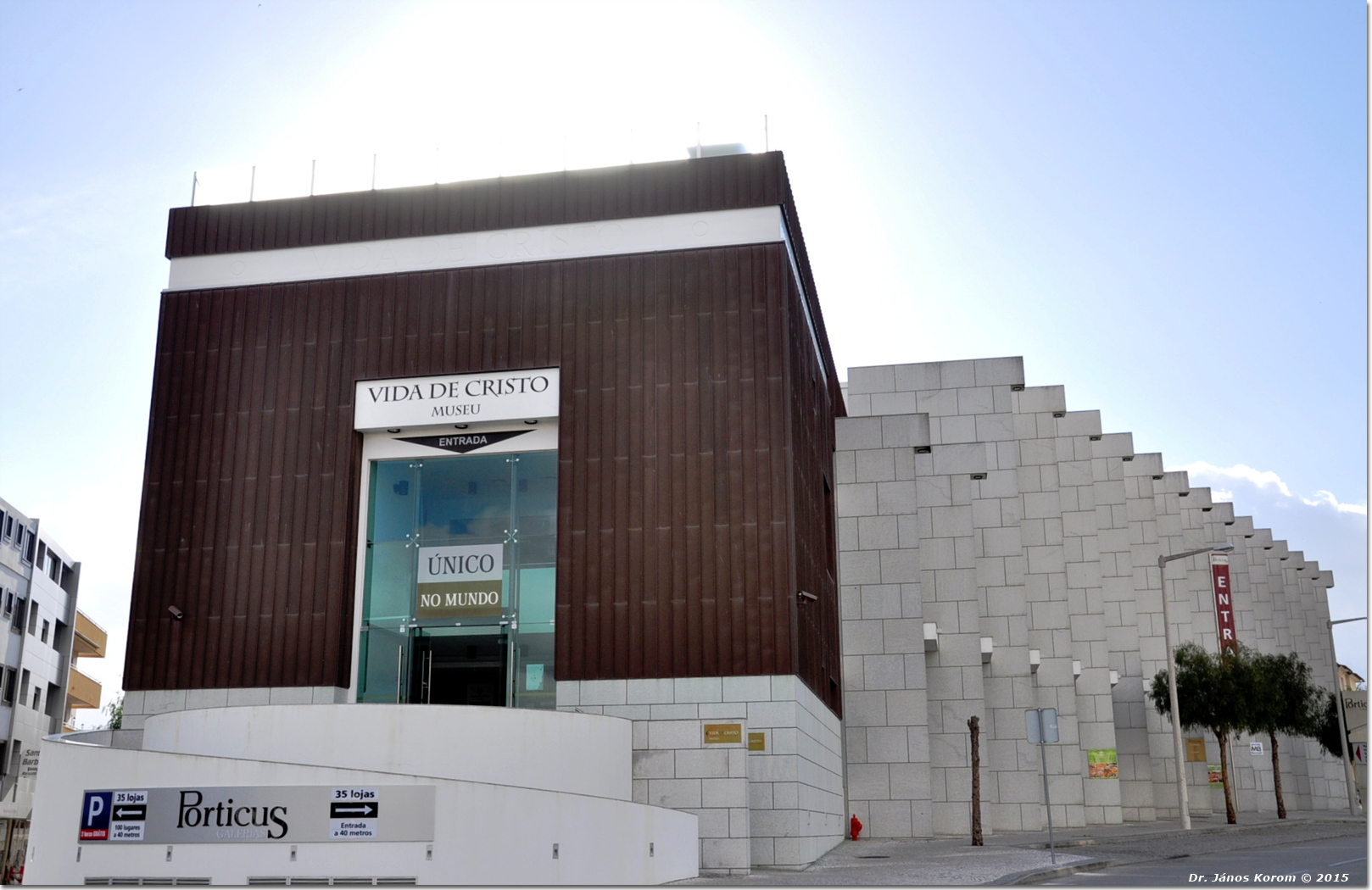
El Museo Vida de Cristo, único en el mundo – Fátima, Portugal

### En Europa
- Uno de los más famosos museos de cera es el Museo Madame Tussauds. En 1835, Marie Tussaud abrió la primera exposición permanente en la calle Baker Street de Londres. También hay un Museo Madame Tussauds en la Plaza Dam de Ámsterdam; en Berlín,  en Estambul, en Praga y en Blackpool. Fuera de Europa, existen museos en Hong Kong, en Shanghái, en siete ciudades de Estados Unidos y en Sídney, entre otras.

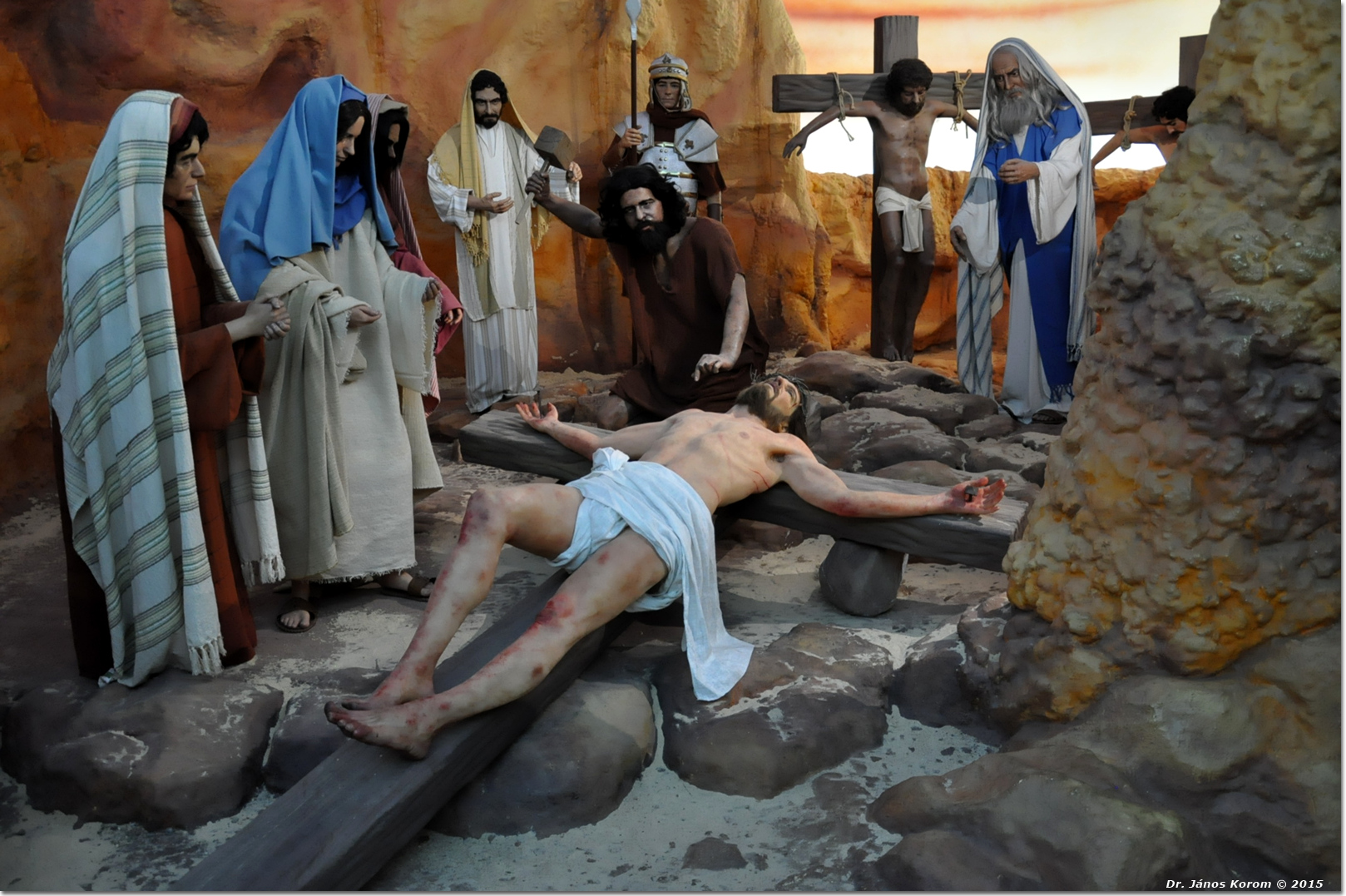
La crucifixión de Jesús en el Museo Vida de Cristo, en Fátima, Portugal

- Entre los museos de cera más destacados se encuentra también el Museo Vida de Cristo ubicado en la Cova da Iria de Fátima, ciudad conocida internacionalmente por el fenómeno de las famosas apariciones de la Virgen María ocurridas en Portugal. Tony Julius, director de la empresa londinense que fabricaba las figuras de cera y excolaborador del Museo Madame Tussauds, lo consideró el tercer mejor museo de cera del mundo.
- El Museo de Cera de Madrid (España) está localizado en el Paseo de Recoletos, n.º 41. Inaugurado el 14 de febrero de 1972.

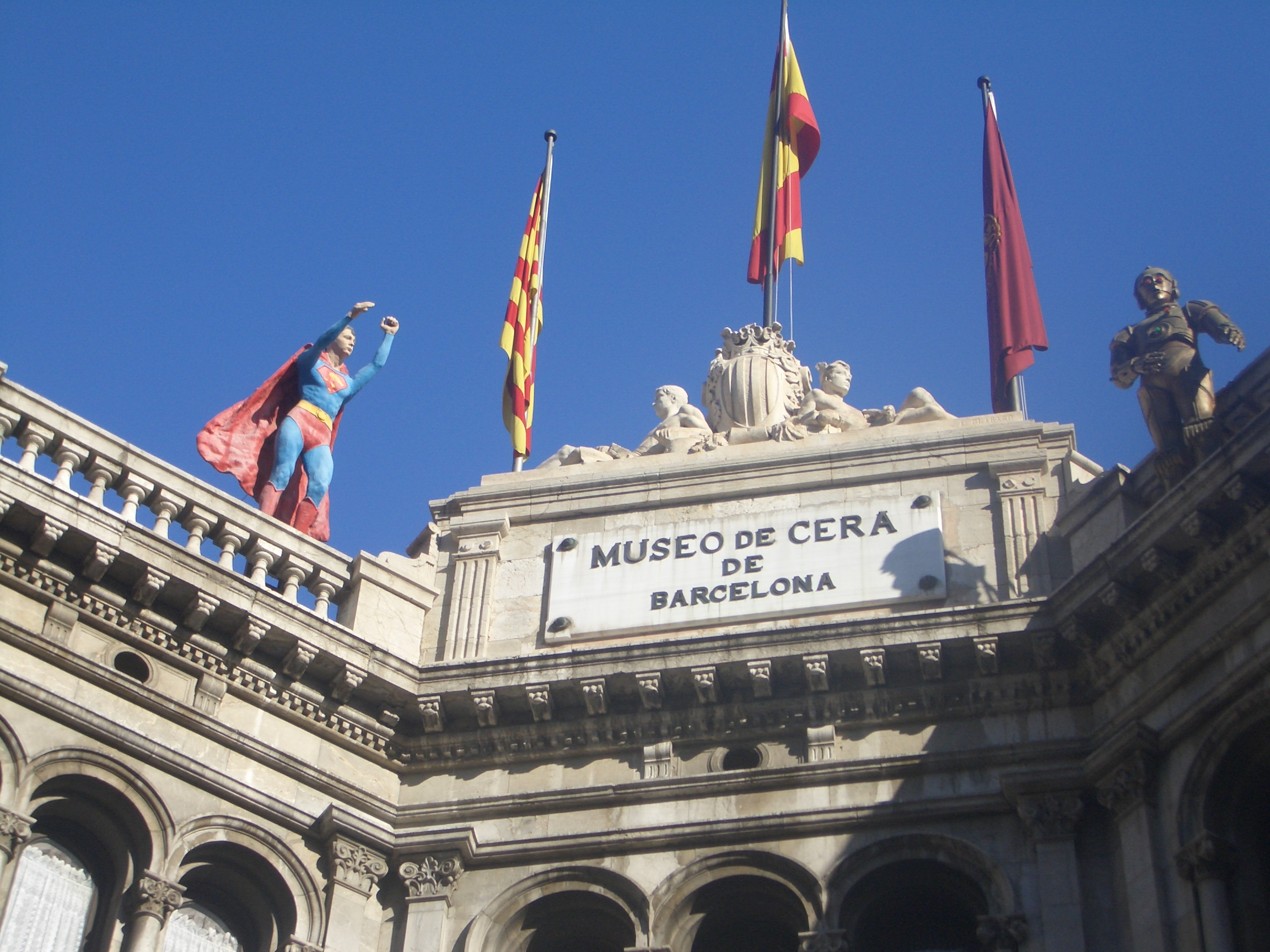
Dos figuras adornan el techito del Museo de Cera de Barcelona, España

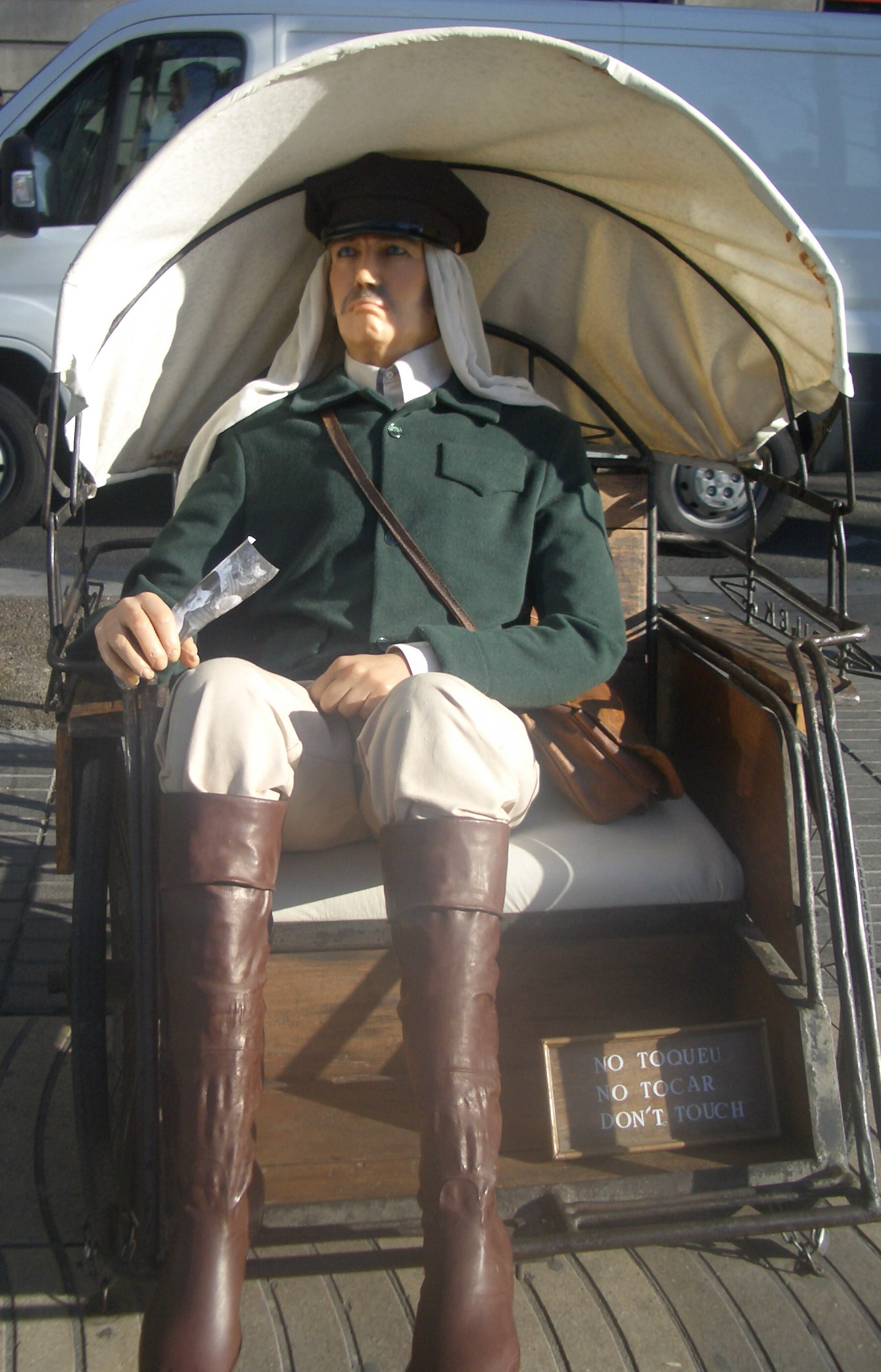
Esta figura de cera decora La Rambla junto al Museo de Cera de Barcelona, España

- El Museo de Cera de Barcelona (España) se localiza en el Pasaje Banca n.º 7, cerca de la Rambla. Fue inaugurado en 1973 y cuenta con trescientas figuras que representan tanto personajes reales como de ficción.
- También hubo un Dublin National Wax Museum en Irlanda. Este museo funcionó bien durante más de cien años y durante mucho tiempo tuvo un solo escultor: P.J. Heraty. Este museo ha cerrado pero existen planes para buscarle una nueva ubicación. P.J. todavía realiza esculturas para hogares.
- Existe un Museo de cera en San Marino.

### En América
- En México hay cinco Museos de Cera; tres de ellos que concentran también los únicos Museos de Ripley, ¡aunque usted no lo crea! de Latinoamérica, y dos independientes:
  - El Museo de Cera de la Ciudad de México fue inaugurado en 1979. Se encuentra ubicado en una casona en la calle de Londres 6, colonia Juárez cerca de la condesa y la zona rosa, es uno de los museos más visitados en el país.
  - El Museo de Figuras de Cera, fundado en 1933 por el Revolucionario José Neira Obcejo, y que actualmente se ubica en Calzada de los Misterios #880, a un costado de la Basílica de Santa María de Guadalupe, el primer templo mariano más visitado del mundo, solo después de la Basílica de San Pedro en Roma. Se trata del Museo más antiguo de su tipo en América, sólo con excepción de la efímera exhibición que abrió Patience Wright en Nueva York en 1770.
  - El Museo de Cera de la ciudad de Veracruz está situado en la Plaza Acuario, un lugar de visita principal para quienes acuden al puerto de Veracruz. Es reconocido por las grandes importaciones y exportaciones de México hacia el mundo, también por tener en su territorio al 2.º acuario más grande del mundo.
  - El Museo de Cera de Guadalajara, que se sitúa frente a la Plaza de la Liberación a unos pasos del Teatro Degollado, atracción popular para quien visita la tercera ciudad más grande de México, reconocida por su mariachi y el famoso tequila mexicano, así como su inigualable gastronomía.
  - El Museo de Cera de Monterrey

- El museo "Mena y Caamaño" del Centro Cultural Metropolitano de Quito, en donde se exhiben las figuras en cera de los Próceres de la Independencia ecuatoriana y latinoamericana.
- En Chile se inauguró el Museo de Cera de Las Condes en julio de 2019, siendo el primero de su tipo en el país. Se encuentra en el sector del Pueblito de Los Dominicos, en Las Condes, al nororiente de Santiago de Chile.[5]
- El Royal London Wax Museum en el centro Victoria, Canadá.
- Otro está situado en el lado canadiense de las Cataratas del Niágara.
- En Estados Unidos existen varios de estos museos:
  - El museo de cera de Louis Tussaud's en San Antonio, Texas, está al otro lado de la calle del histórico Álamo.
  - Uno de los más populares museos de cera en Estados Unidos durante años fue el Movieland Wax Museum en Buena Park, California, cerca de Knott's Berry Farm. El museo abrió en 1962 y a lo largo de los años introdujo muchas figuras de cera de figuras del espectáculo. El museo cerró sus puertas el 31 de octubre de 2005 después de muchos años de escasa asistencia.[cita requerida]
  - Otro museo popular es el Museo de Cera Conti en Nueva Orleans, que exhibe figuras representando la historia de la ciudad así como la "Mazmorra Encantada" en la que se aprecian figuras de películas y literatura de terror.
  - El Museo de Cera en Fisherman's Wharf en San Francisco.
  - Existen siete Museos Madame Tussauds: el Hotel Venecia en Las Vegas, en Times Square en Nueva York, en Washington, D. C., en Orlando, en Los Ángeles, San Francisco, y en Nashville.

## En la cultura popular
La apariencia hierática e inerte de las figuras de cera han propiciado la creación de un conjunto de películas, telenovelas y series de terror que tienen como telón de fondo un museo de cera. Las más conocidas son:
- Museo de Cera (1924)
- Los crímenes del museo (1933).
- House of Wax (1953).[6]
- Santo en el Museo de Cera (1963)
- Terror en el museo de cera (1973).[7]
- Museo del Horror
- Waxwork (1988)
- La casa de cera (2005).[8]